# Аупалук
Аупалук  (англ. Aupaluk, інук. ᐊᐅᐸᓗᒃ, фр. Aupaluk) — село у Канаді, у районі Нунавік регіону Північ Квебеку провінції Квебек. Розташоване на сході півострова Унгава. Населення села становить 195 чоловік (перепис 2011 року). Це найменше село в Нунавіку. Приблизно 90 % населення становлять ескімоси.
Село є одним з 14 так званих північних сіл (офіційний статус) Квебеку.
У селі є аеропорт.

## Географічні дані
Село розташоване на сході півострова Унгава, на південному березі невеликої бухти Хоупс-Едванс (Hopes Advance Bay) неподалік від затоки Унгава. Село розташоване у тундрі, у арктичній кліматичній зоні.
У адміністративному відношенні село входить до складу району Нунавік регіону Північ Квебеку, провінція Квебек.
Територія села 30,12 км² (за іншими даними 32,60 км²), однак, заселена частина села становить лише близько 1 км². Навколо села, як і навколо більшості інших ескімоських сіл Нунавіку, розташована резервна територія інуїтів (офіційне поняття). Ця територія призначена для використання виключно ескімосами, її площа дорівнює 544,03 км² (за іншими даними 592,4 км²), її географічний код — 99891. Кордони резервних територій встановлено 2 травня 1995 року.

## Населення
Населення села Аупалук за переписом 2011 року становить 195 людини і для нього характерним є зростання протягом останніх десятиріч:
- 1986 рік — 110 осіб,[7]
- 1991 рік — 131 особа,[7]
- 1996 рік — 159 осіб,[7]
- 2001 рік - 159 осіб[8]
- 2006 рік — 174 особи[8]
- 2011 рік — 195 осіб[2]

Дані про національний склад населення, рідну мову й використання мов у селі Аупалук, отримані під час перепису 2011 року, будуть оприлюднені 24 жовтня 2012 року. Перепис 2006 року дає такі дані:
- корінні жителі — 155 осіб,
- некорінні — 20 осіб

| Мова                                          | Рідна мова | Рідна мова | Володіння офіційною мовою | Володіння офіційною мовою | Мова, якою найчастіше розмовляють вдома | Мова, якою найчастіше розмовляють вдома | Мова, якою найчастіше розмовляють на роботі | Мова, якою найчастіше розмовляють на роботі |
| Мова                                          | 2006       | 2011       | 2006                      | 2011                      | 2006                                    | 2011                                    | 2006                                        | 2011                                        |
| Англійська                                    | 0          |            | 105                       |                           | 10                                      |                                         | 20                                          |                                             |
| Французька                                    | 10         |            | 15                        |                           | 10                                      |                                         | 0                                           |                                             |
| Французька і англійська                       | 0          |            | 25                        |                           | 0                                       |                                         | 0                                           |                                             |
| Англійська і неофіційна мова                  | 0          |            | —                         |                           | 15                                      |                                         | 0                                           |                                             |
| Французька і неофіційна мова                  | 0          |            | —                         |                           | 0                                       |                                         | 0                                           |                                             |
| Французька, англійська і неофіційна мова      | 0          |            | —                         |                           | 0                                       |                                         | 0                                           |                                             |
| Інша мова (мови)                              | 160        |            | —                         |                           | 155                                     |                                         | 80                                          |                                             |
| Не володіють ані англійською, ані французькою | —          | —          | 30                        |                           | —                                       | —                                       | —                                           | —                                           |

## Економіка
На схід від села, лише за 10 км від нього, у долині місцевої річки планується до 2016 року побудувати великий комплекс з видобутку й переробки залізної руди, що складатиметься з кількох кар'єрів або дуже великої шахти з видобутку руди й гірничо-збагачувальну фабрику, а також порт. Планується щороку виробляти тут до 20 млн т залізорудного концентрату з вмістом заліза 66,5 % з подальшим грудкуванням його, ймовірно, у обкотиші. Для транспортування концентрату до місця грудкування користатимуться трубопроводом довжиною у кілька десятків кілометрів.